# Маауя ульд Сіді Агмед Тая
Маауя Ульд Сіді Агмед Тая (араб. معاوية ولد سيدي أحمد الطايع, трансліт. Muʿāwiya Walad Sayyidī Aḥmad al-Ṭāyaʿ, фр. Maaouiya Ould Sid'Ahmed Taya) — державний і політичний діяч держави Мавританія, керівник Мавританії у 1984—2005 роках.

## Життєпис
Народився 1943 року. Навчався у військових училищах Франції.   
В 1981—1984 рр. — прем'єр-міністр Мавританії і міністр оборони. З березня 1984 р. залишив ці посади і став начальником генерального штабу збройних сил Мавританії. У грудні 1984 р. здійснив державний переворот, попередній президент Ульд Гейдалла був усунутий з посади. Тая очолив Верховний комітет національного порятунку. Відновив дипломатичні відносини з Марокко, зберігши в той же час добрі відносини з Алжиром. Переміг на президентських виборах 1992 і 1997 років. За його правління Мавританія була однією з небагатьох арабських країн, що підтримувала дипломатичні відносини з Ізраїлем. В серпні 2005 р. був усунутий з посади президента Мавританії в результаті державного перевороту.